# Secundus von Victimulum

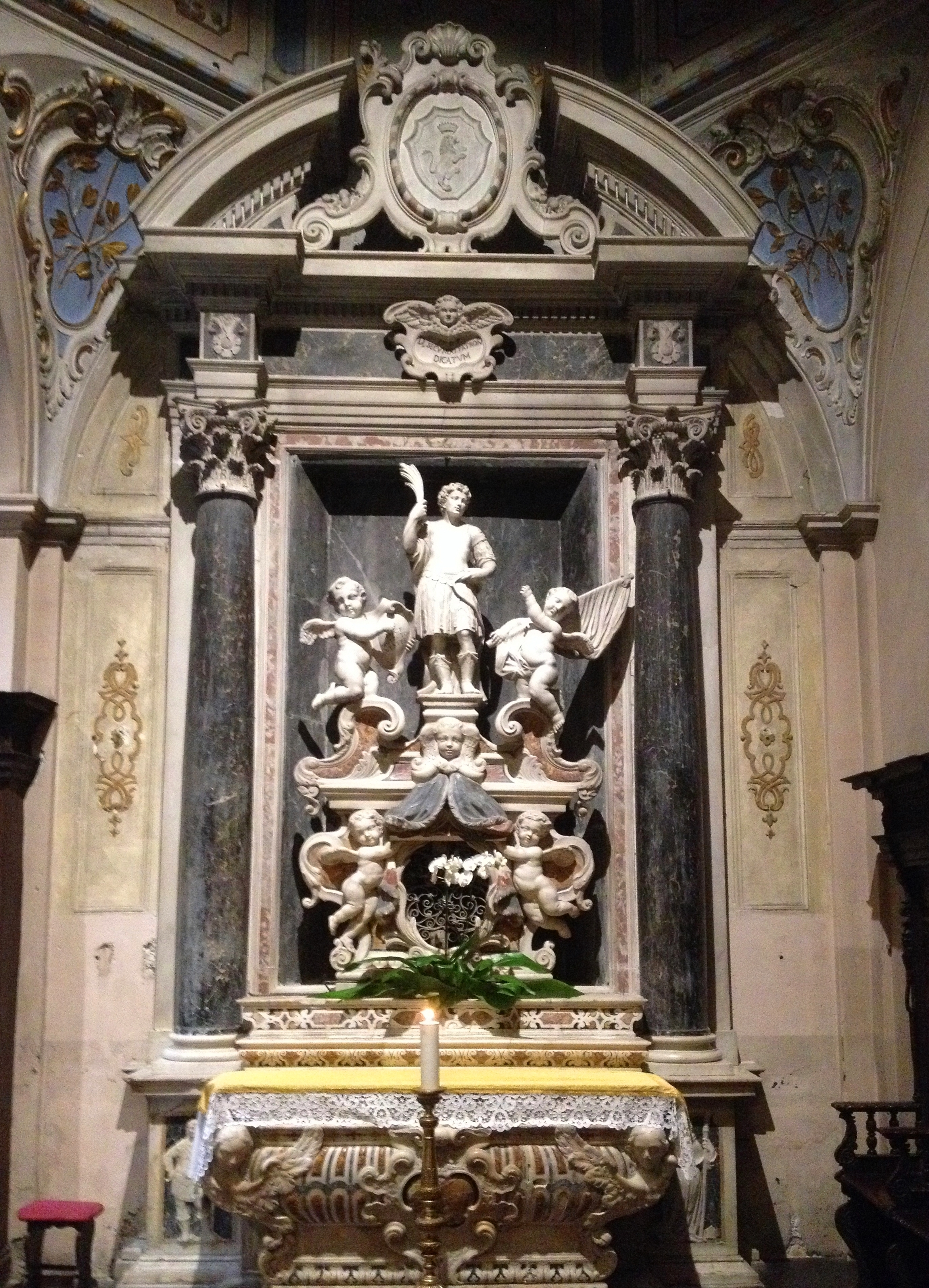
Secundusaltar im Dom von Ventimiglia

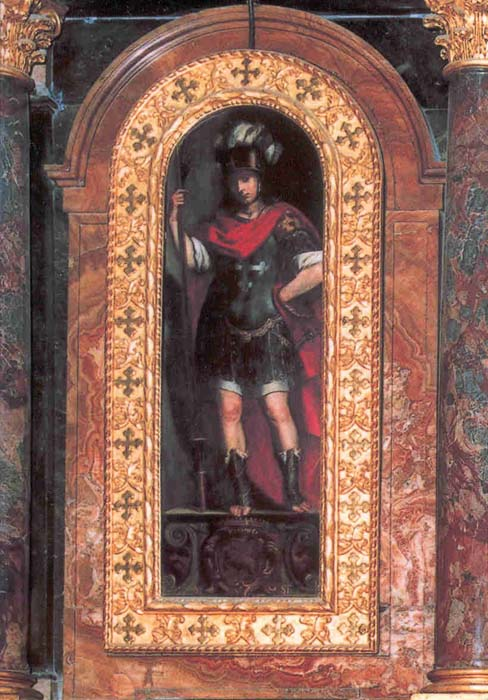
Altarbild im Turiner Dom

Secundus von Victimulum, Secundus von Salussola oder Secundus von Ventimiglia (* im 3. Jahrhundert in der Thebais (Ägypten); † um 300 in Salussola) war ein christlicher Märtyrer in der letzten Phase der Christenverfolgungen im Römischen Reich.

## Leben und Legende
Historischer Kern der Secundusverehrung ist die Gründung einer Kirche zu seinen Ehren bereits im 4. Jahrhundert durch Bischof Eusebius von Biella († 371). Das römische Victimulum, der Ort dieser Kirche, heißt seit dem Mittelalter San Secondo, heute ein Ortsteil von Salussola in der Provinz Biella.
Die Legende erzählt, Secundus sei, aus der Provinz Thebais stammend, Offizier der Thebäischen Legion gewesen. Als erster Angehöriger dieser Legion habe er sich als Christ bekannt. Ihm sei ein Ultimatum für den Widerruf gesetzt worden, das ablief, als die Legion auf ihrem Weg nach Gallien in Victimulum eintraf. Dort sei er daraufhin enthauptet worden. Seine Standhaftigkeit sei zum Vorbild für die ganze Legion und ihr späteres Martyrium geworden.

## Reliquien und Verehrung
Die Reliquien gelangten in den Wirren des 8. und 9. Jahrhunderts in die Benediktinerabtei von Novalesa. Von dort nahmen sie die Mönche auf ihrer Flucht vor Sarazeneneinfällen in die Abtei Sant’Andrea in Turin mit (heute Santuario della Consolata). Die Reliquien blieben auch nach der Rückkehr der Benediktiner in Turin, mit Ausnahme des Schädels, den die Benediktiner dem Bischof Panteius von Ventimiglia überließen.
Die Secundusverehrung nahm einen großen Aufschwung, als seiner Fürsprache das Abklingen von Pestepidemien in Ventimiglia (1579) und Turin (1630) zugeschrieben wurde. Er ist Stadt- und Bistumspatron von Ventimiglia (Altar im nördlichen Seitenschiff des Doms) und Nebenpatron von Turin (Capella di San Secondo im Dom). Das Bistum Biella nahm 2004 den Gedenktag des hl. Secundus, den 26. August, wieder in den diözesanen liturgischen Kalender auf.
Der hl. Secundus wird als junger römischer Soldat mit Märtyrerpalme dargestellt.